# 사운드트랙 1
《사운드트랙 #1》(영어: Soundtrack #1)은 디즈니+에서 2022년 3월부터 방영된 대한민국의 로맨스, 음악 드라마이다.

## 출연진
- 한소희 - 이은수 역
- 박형식 - 한선우 역